# Siboglinum cinctutum
Siboglinum cinctutum är en ringmaskart som beskrevs av Ivanov 1957. Siboglinum cinctutum ingår i släktet Siboglinum och familjen skäggmaskar. Inga underarter finns listade i Catalogue of Life.